# Cerro Armazones
Il Cerro Armazones è una montagna del Cile nella Cordigliera della Costa, nella Regione di Antofagasta, situata circa 130 km a sud-est della città di Antofagasta.
Ha un'altitudine di 3.064 m s.l.m. e si trova in una zona climatica molto arida, particolarmente adatta per l'astronomia ottica, in quanto può godere di 350 notti senza copertura nuvolosa durante l'anno.
Il 26 aprile 2010 l'ESO ha scelto questa montagna per ospitare il European Extremely Large Telescope, un telescopio il cui specchio primario avrà un diametro di 39,3 m e che si prevede entrerà in funzione per il 2027.